# Walthamstow Central (metropolitana di Londra)
Walthamstow Central è una stazione della metropolitana di Londra, capolinea settentrionale della linea Victoria.
L’accesso ai binari avviene attraverso la stazione di Walthamstow Central dei treni.

## Storia

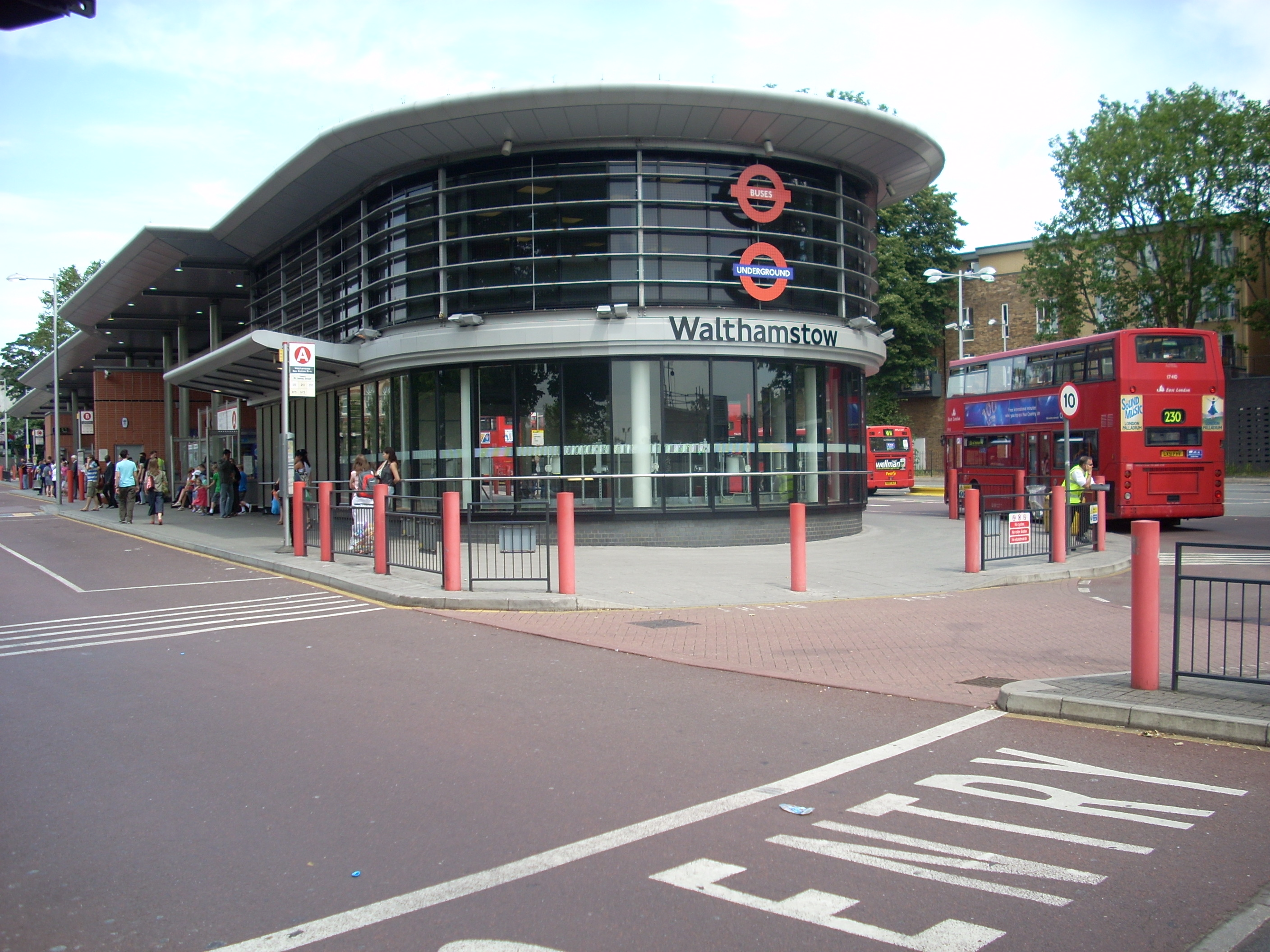
La stazione della metropolitana e dei bus

Il 1º settembre 1968 è stato aperto il nuovo capolinea della linea Victoria, creando un interscambio con la National Rail, e in quella occasione il nome della stazione è stato cambiato in quello attuale.
Quando i piani per la linea Victoria furono originariamente approvati nel 1955, il capolinea nord avrebbe dovuto essere alla stazione di Wood Street, ma questa opzione fu scartata nel 1961 prima dell'inizio della costruzione della linea.
Come diverse altre stazioni della linea Victoria, Walthamstow Central è stata costruita con un budget limitato. I pannelli bianchi di controsoffittatura sopra le piattaforme non sono mai stati installati e si è scelto invece di verniciare di nero i supporti in acciaio del tunnel.
Nel 2006-2007 sono stati eseguiti lavori di ristrutturazione, con l'apertura di una nuova biglietteria dedicata per la linea Victoria, un nuovo sottopassaggio collegato con la stazione della metropolitana, con quella della Overground e con la vicina stazione degli autobus, nuovi tornelli e nuove telecamere di sicurezza. I lavori sono stati completati nel novembre 2007.
La linea Victoria è rimasta chiusa dal 7 al 29 agosto 2015 fra Seven Sisters e il capolinea per consentire la ricostruzione degli scambi a Walthamstow Central, necessaria per incrementare le frequenze dei convogli sulla linea e portarle a 36 treni per ora dai precedenti 24.

## Impianti e strutture
La stazione è compresa nella Travelcard Zone 3.

## Interscambi
La fermata costituisce un importante interscambio con la stazione ferroviaria omonima.
- Stazione ferroviaria (Walthamstow Central, London Overground)
- Fermata autobus

## Galleria d'immagini

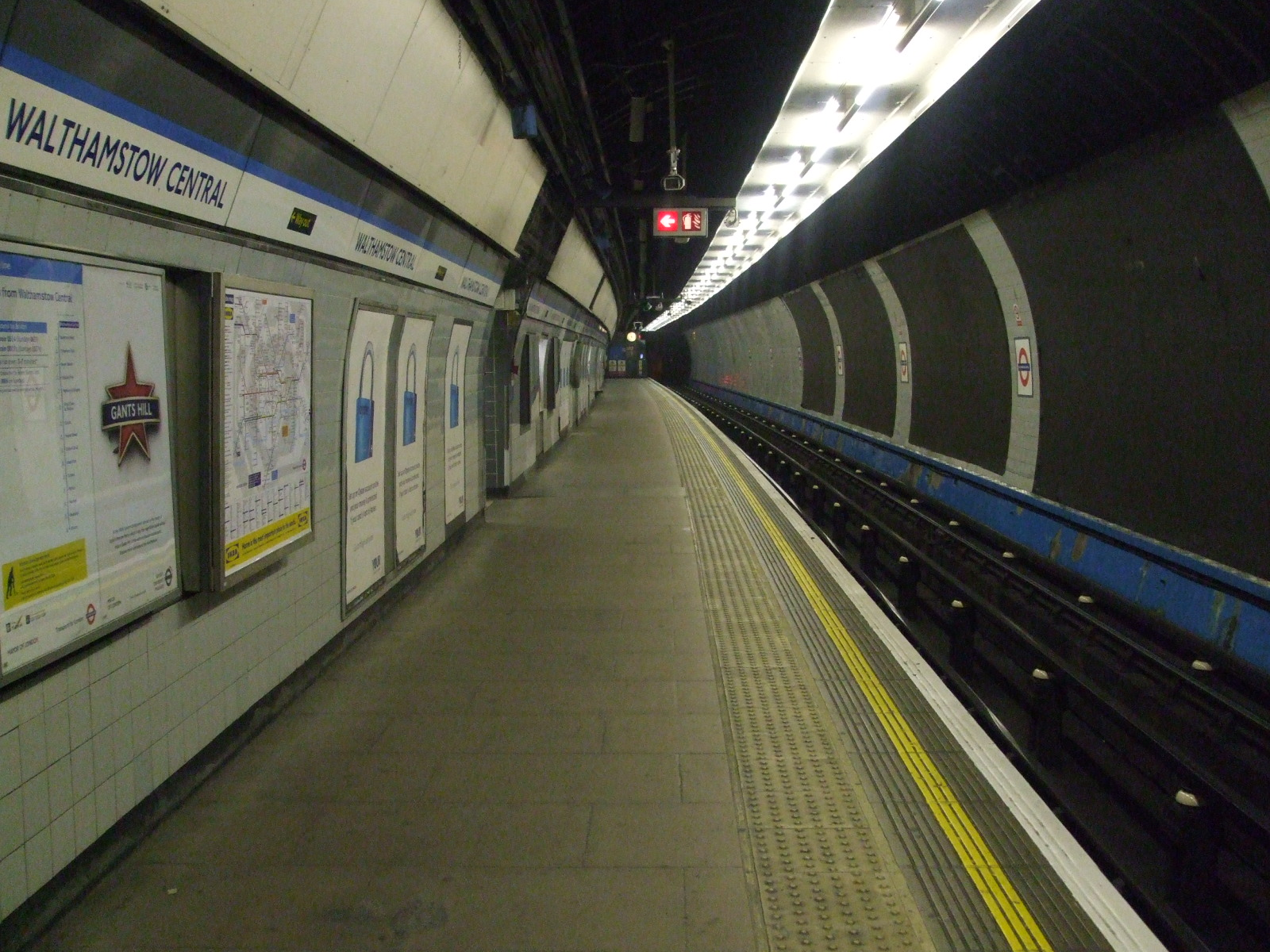
La stazione della metropolitana di Walthamstow Central - il binario sud